# Type 039A (lớp tàu ngầm)
Tàu ngầm Hình 039A (tiếng Trung:039A型潜水艦, 039A Hình Tiềm Thủy Hạm), NATO gọi loại tàu ngầm này là lớp Nguyên, là loại tàu ngầm chạy bằng điện-diesel do hải quân Quân giải phóng Nhân dân Trung Quốc chế tạo. Đây là loại tàu ngầm thiết kế dựa trên tàu ngầm Hình 039. Hình 039A được thiết kế để thay thế các loại tàu ngầm Đề án 633 và Hình 035 Minh vốn là xương sống trong lực lượng hải quân Trung Quốc.

## Thiết kế
Tàu có bốn cánh ngang để phục vụ cho việc lặn với một trục chân vịt. Thiết kế của tàu chịu ảnh hưởng rất nhiều từ tàu ngầm lớp Kilo với thân tàu hình giọt nước cùng một tháp điều khiển lớn và lớp vỏ kép chịu lực. Tàu có một khoang giảm xóc để giảm tiếng ồn khi hoạt động. Và vỏ tàu được bọc bằng một lớp cao su để hấp thụ sóng âm giảm khả năng bị phát hiện.

## Hệ thống vũ khí
Tàu có 6 ống phóng ngư lôi 533 mm có thể phóng các loại ngư lôi nội địa hoặc các ngư lôi của Nga. Ngoài ra Hình 039A cũng được tin là có thể phóng tên lửa chống tàu YJ-8X (C-80X) loại tên lửa dẫn đường chủ động bằng ra đa và quán tính. Hoặc loại tên lửa đang phát triển CY-1 dù có rất ít thông tin về loại tên lửa này.

## Hệ thống dò tìm
Trung Quốc đã nhập khẩu hệ thống sóng âm Thales TSM 2233 ELEDONE / DSUV-22 và Thales TSM 2255 / DUUX-5 từ Pháp trong những năm 1980 và đầu những năm 1990. Cũng như các hệ thống sóng âm MG-519 MOUSE ROAR, MGK-500 SHARK GILL của Nga khi mua các tàu ngầm lớp Kilo. Vì thế hệ thống sóng âm của Hình 039A có thể là một trong các loại hệ thống sóng âm này hoặc một hệ thống sóng âm được phát triển dựa trên chúng.
Hình 039A cũng có thể được trang bị một ra đa để dò tìm tương tự như MRK-50 SNOOP TRAY của Furuno giống như trên Hình 039.